# Pat Harrington Jr.
Pour les articles homonymes, voir Harrington.
Pat Harrington Jr. est un acteur et un scénariste américain né le 13 août 1929 à New York et mort le 6 janvier 2016 à Los Angeles.

## Filmographie

### Cinéma
- 1958 : Les Feux du théâtre (Stage Struck), de Sidney Lumet : Benny
- 1963 : The Wheeler Dealers d'Arthur Hiller : Buddy Zack
- 1963 : Pousse-toi, chérie (Move Over, Darling) de Michael Gordon : le procureur
- 1967 : Trois gars, deux filles et un trésor (Easy Come, Easy Go) de John Rich : Judd Whitman
- 1967 : La Folle Mission du docteur Schaeffer (The President's Analyst) de Theodore J. Flicker (en) : Arlington Hewes
- 1969 : 2000 Years Later : Franchot
- 1969 : L'Ordinateur en folie (The Computer Wore Tennis Shoes) de Robert Butler : le Modérateur
- 1972 : Every Little Crook and Nanny : Willie Shakespeare
- 1972 : Votez McKay (The Candidate) de Michael Ritchie : Dinner MC
- 1974 : Les Neuf Vies de Fritz le chat (voix)
- 1992 : Round Trip to Heaven : George
- 2001 : Péril du feu (Ablaze) : Stuart Ridgley

#### Courts-métrages d'animation
- 1965 : The Great De Gaulle Stone Operation : l'Inspecteur / le sergent Deux-Deux (voix)
- 1966 : Reaux, Reaux, Reaux Your Boat : l'Inspecteur / le sergent Deux-Deux / le capitaine Clamity (voix)
- 1966 : Napoleon Blown-Aparte : l'Inspecteur / le sergent Deux-Deux (voix)
- 1966 : Cirrhosis of the Louvre : l'Inspecteur / le sergent Deux-Deux (voix)
- 1966 : Plastered in Paris : l'Inspecteur / le sergent Deux-Deux (voix)
- 1966 : Cock-a-Doodle Deux-Deux : l'Inspecteur / le sergent Deux-Deux (voix)
- 1966 : Ape Suzette : l'Inspecteur / le sergent Deux-Deux (voix)
- 1966 : The Pique Poquette of Paris : l'Inspecteur / le sergent Deux-Deux (voix)
- 1966 : Sicque! Sicque! Sicque! : l'Inspecteur / le sergent Deux-Deux (voix)
- 1966 : That's No Lady, That's Notre Dame : l'Inspecteur / le sergent Deux-Deux (voix)
- 1966 : Unsafe and Seine : l'Inspecteur / le sergent Deux-Deux (voix)
- 1966 : Toulouse La Trick : l'Inspecteur (voix)
- 1967 : Sacré Bleu Cross : l'Inspecteur / le sergent Deux-Deux (voix)
- 1967 : Le Quiet Squad : Inspector, Doctor (voix)
- 1967 : Bomb Voyage : l'Inspecteur / le sergent Deux-Deux (voix)
- 1967 : Le Pig-Al Patrol : l'Inspecteur (voix)
- 1967 : Le Bowser Bagger : l'Inspecteur (voix)
- 1967 : Le Escape Goat : l'Inspecteur (voix)
- 1967 : Le Cop on Le Rocks : l'Inspecteur (voix)
- 1967 : Crow De Guerre : l'Inspecteur (voix)
- 1967 : Canadian Can-Can : l'Inspecteur (voix)
- 1967 : Tour De Farce : l'Inspecteur (voix)
- 1967 : The Shooting of Caribou Lou : l'Inspecteur (voix)
- 1968 : London Derrière : l'Inspecteur (voix)
- 1968 : Les Miserobots : l'Inspecteur (voix)
- 1968 : Transylvania Mania : l'Inspecteur (voix)
- 1968 : Bear De Guerre : l'Inspecteur / l'Ours (voix)
- 1968 : Cherche le phantom : l'Inspecteur / le sergent Deux-Deux (voix)
- 1968 : Le Great Dane Robbery : l'Inspecteur (voix)
- 1968 : Le Ball and Chain Gang : l'Inspecteur (voix)
- 1968 : La Feet's Defeat : l'Inspecteur (voix)
- 1969 : French Freud : l'Inspecteur (voix)
- 1969 : Pierre and Cottage Cheese : l'Inspecteur (voix)
- 1969 : Carte Blanched : l'Inspecteur (voix)

### Télévision

#### Téléfilms
- 1972 : Wednesday Night Out
- 1973 : Chantage à Washington (Savage) : Russell
- 1973 : The Affair (en) : Frank
- 1974 : The Healers : Joe Tate
- 1975 : Let's Switch! : Randy Colbert
- 1977 : Benny and Barney: Las Vegas Undercover : Joey Gallion
- 1977 : The New Love Boat : Ernie Klopman
- 1978 : The Critical List : Jimmy Regosi
- 1982 : Between Two Brothers : Russ Frazer
- 1987 : A Garfield Christmas Special (en) : Dad (voix)
- 1993 : I Yabba-Dabba Do! : voix additionnelles
- 1995 : Spring Fling! : Guido Mazzolini
- 2001 : Drôles de retrouvailles (These Old Broads) : Tony
- 2005 : The One Day at a Time Reunion

#### Séries télévisées
- 1958-1960 : The Steve Allen Show : Guido Panzini
- 1959-1960 : Make Room for Daddy : Pat Hannigan
- 1959-1962 : The Jack Paar Tonight Show : Guido Panzini
- 1961 : The New Steve Allen Show
- 1967 : The Superman/Aquaman Hour of Adventure : Ray Palmer alias The Atom / Roy Harper alias Speedy  (voix)
- 1967 : Journey to the Center of the Earth : Alec McEwen / Lars / Torg (voix)
- 1968 : Aquaman : The Atom / Speedy (voix)
- 1969 : La Panthère rose (The Pink Panther Show) : l'Inspecteur (voix)
- 1969 : Mr. Deeds Goes to Town : Tony Lawrence
- 1972 : Les Grandes Rencontres de Scooby-Doo (The New Scooby-Doo Movies)
- 1973 : La Famille Addams (voix)
- 1974 : Columbo épisode Exercice fatal (4.1) : Buddy Castle
- 1975-1984 : Au fil des jours (One Day at a Time) : Dwayne Schneider
- 1976 : The Pink Panther Laugh and the Half Hour and Half Show : l'Inspecteur / le sergent Deux-Deux (voix)
- 1979 : The Last Convertible : le major Fred Goodman